# Taucha (Hohenmölsen)
Taucha ist ein Ortsteil der Stadt Hohenmölsen im Burgenlandkreis in Sachsen-Anhalt. Heute hat Taucha ca. 595 Einwohner (Stand Januar 2018).

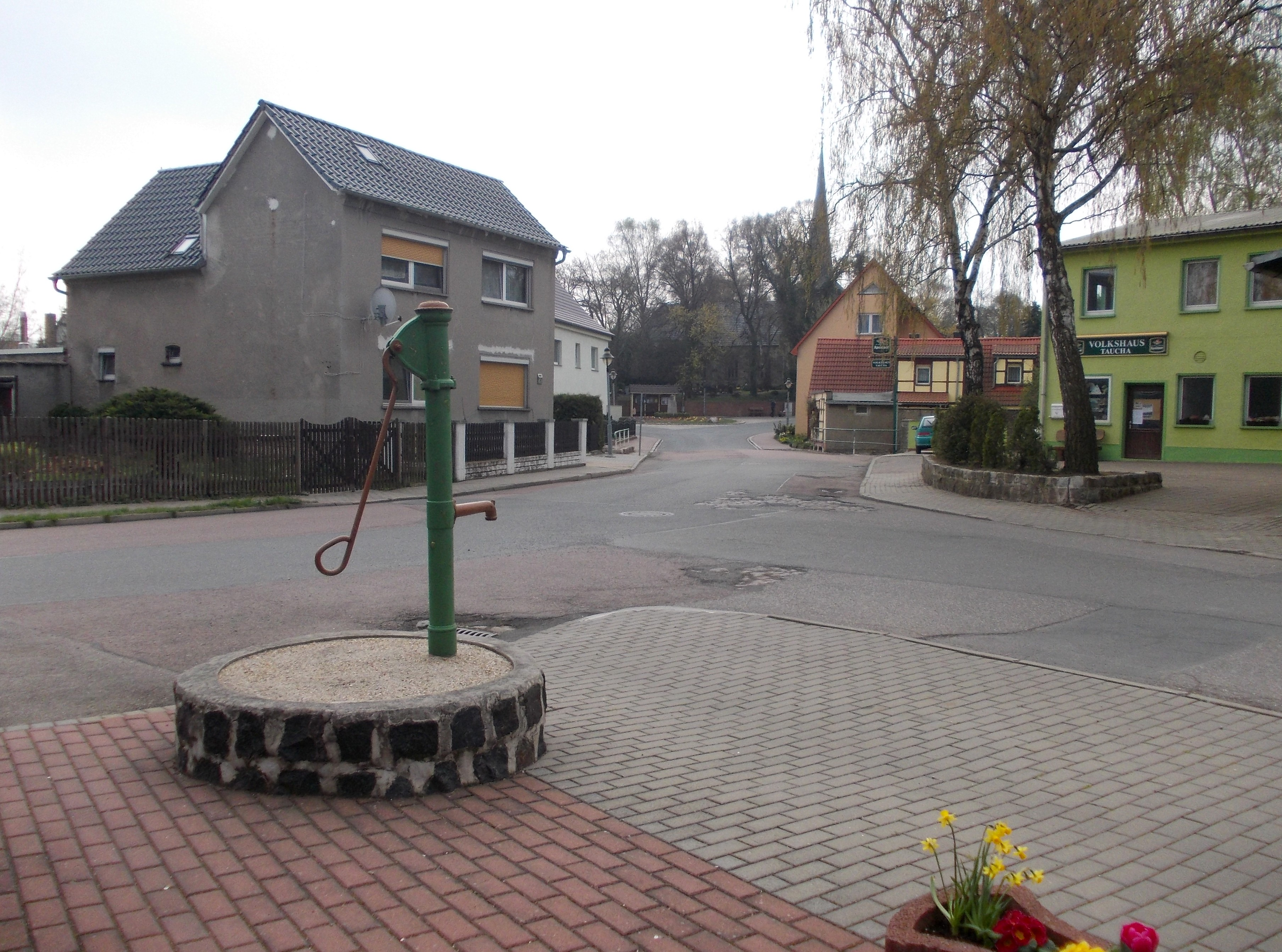
Ortsmitte Taucha

## Geografie

### Geografische Lage
Taucha liegt zwischen Leipzig und Weißenfels im Landschaftsschutzgebiet Rippachtal. Durch Taucha fließt die Rippach, ein rechtsseitiger Nebenfluss der Saale.

## Geschichte
Taucha wurde im Jahr 1004 zum ersten Mal erwähnt. 1041 ist es als Tuchin verzeichnet. Der Name leitet sich wohl von einem altsorbischen Gewässernamen her, vgl. obersorbisch tuchi und tschechisch stuchlý, „dumpf, faul“ bzw. obersorbisch tuch, „fauliger Gestank“.
Am 1. Januar 2010 wurde die bis dahin selbstständige Gemeinde Taucha zusammen mit Granschütz in die Stadt Hohenmölsen eingemeindet.

## Gedenkstätten
- Denkmal aus dem Jahre 1946 auf dem Geschwister-Scholl-Platz für die Opfer des Faschismus

## Kultur und Sehenswürdigkeiten

### Kirche

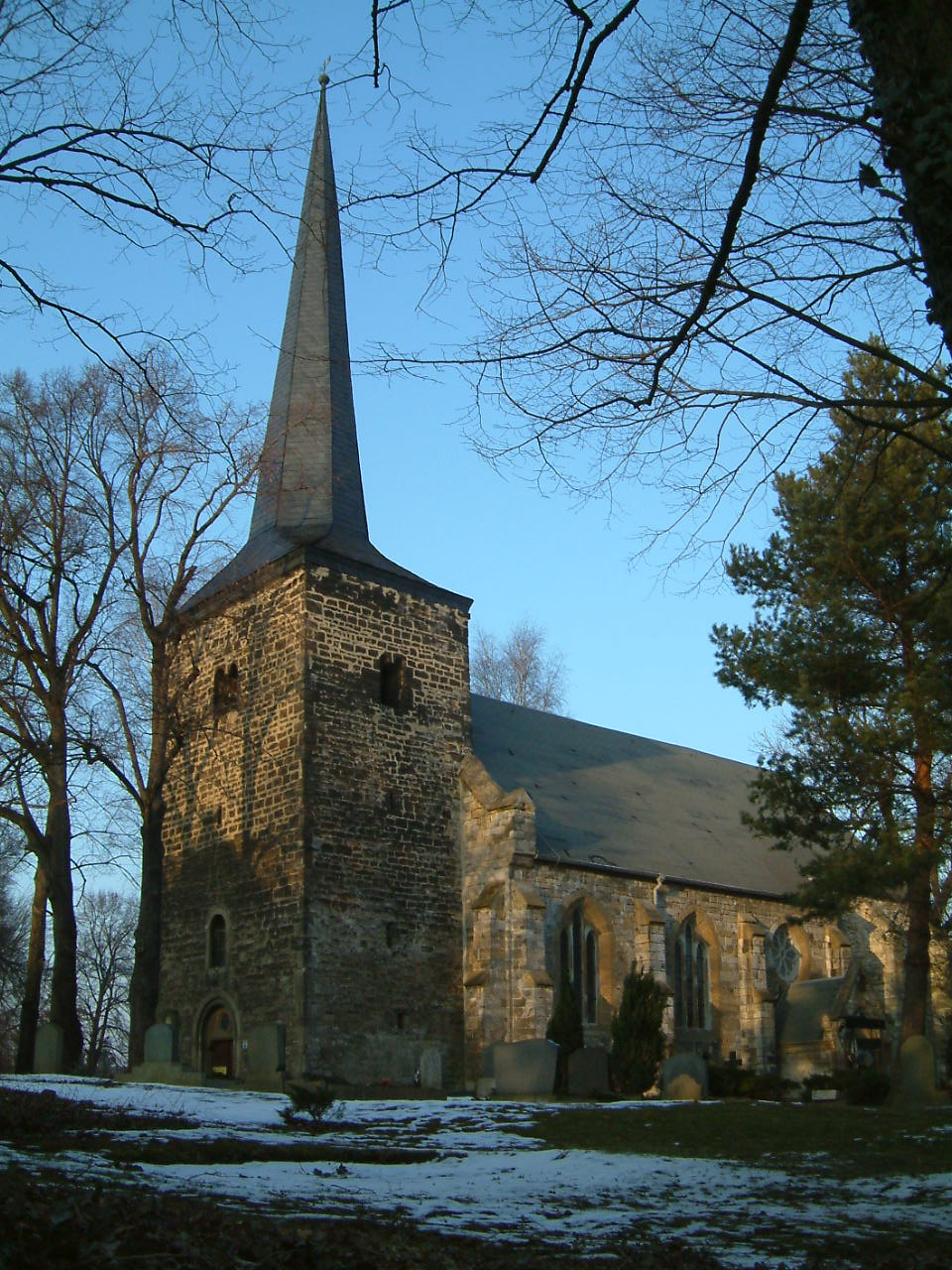
Dorfkirche von Taucha

Die Dorfkirche wurde im Jahr 1421 erbaut. Ihr wohl wertvollstes Ausstattungsstück ist die Ladegast-Orgel.

#### Orgel
Disposition der Ladegast-Orgel von 1875:
| I Hauptwerk C–f3 |     |
| Bordun           | 16′ |
| Principal        | 8′  |
| Flauto amabile   | 8′  |
| Doppelflöte      | 8′  |
| Principal        | 4′  |
| Flauto minor     | 4′  |
| Octave           | 2′  |
| Mixtur III       | 2′  |

| II Hinterwerk C–f3 |    |
| Gedackt            | 8′ |
| Gambe              | 8′ |
| Traversflöte       | 8′ |
| Flöte travers      | 4′ |
| Salicional         | 4′ |

| Pedal C–d1 |       |
| Violon     | 16′   |
| Subbass    | 16′   |
| Cello      | 8′    |
| Quinte     | 51/3′ |

- Koppeln: II-I, I-P

Die Orgel wurde Ende 2009 durch Orgelbauer Thomas Schildt (Halle) restauriert.

### Mühle

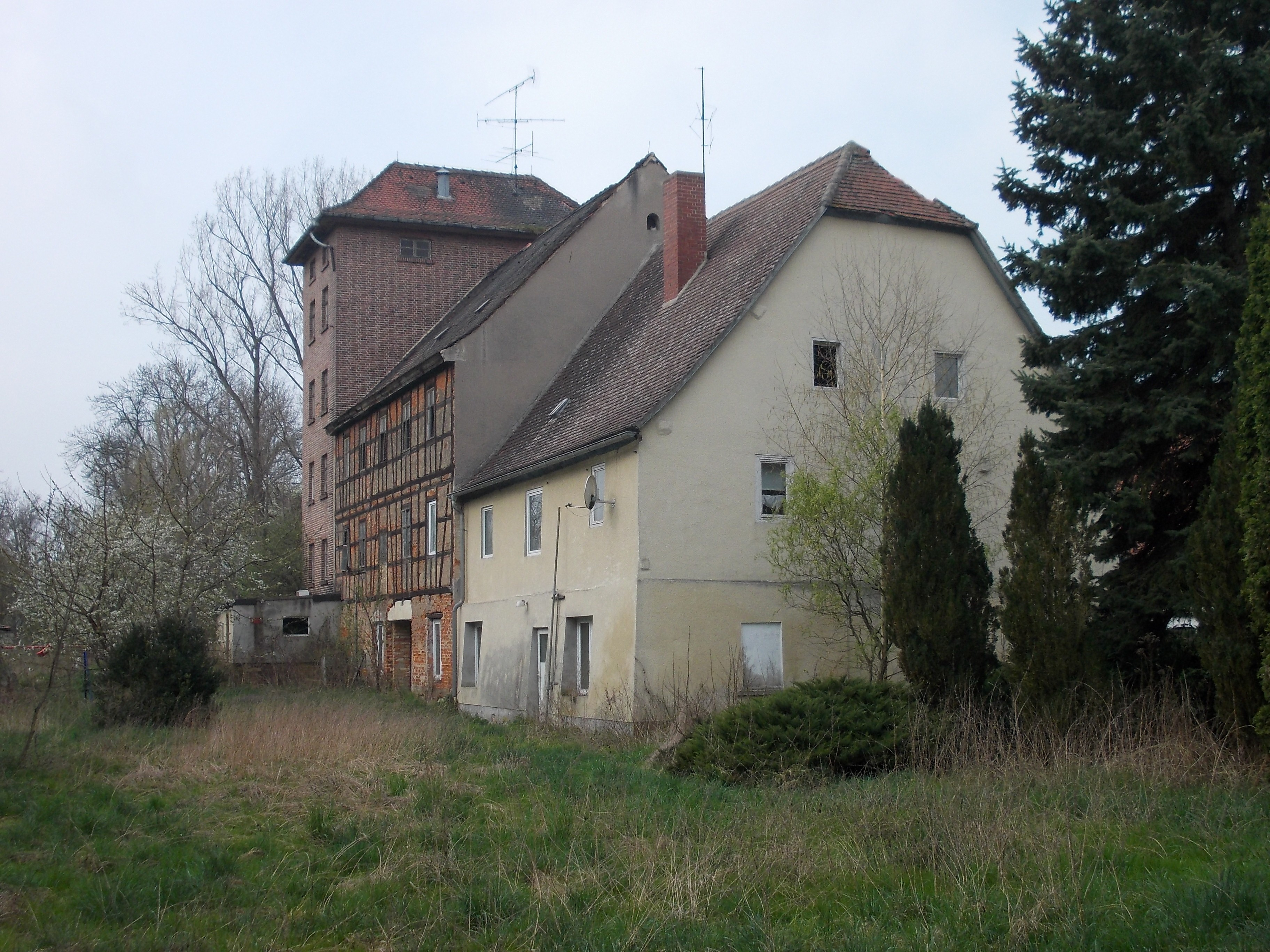
Alte Mühle

## Partnergemeinde
Tauchas Partnergemeinde ist die baden-württembergische Gemeinde Köngen.

## Verkehr
Westlich des Gemeindegebietes verläuft die Bundesstraße 87, die von Weißenfels nach Leipzig führt und nördlich die Bundesautobahn 38.